# Metalasia alfredii
Metalasia alfredii là một loài thực vật có hoa trong họ Cúc. Loài này được Pillans mô tả khoa học đầu tiên năm 1954.